# Histoire des Pouilles
 (juillet 2011).
L'histoire des Pouilles concerne les événements historiques relatifs aux  Pouilles, région de l'Italie méridionale.

## La préhistoire
Le site de Pirro Nord a livré des vestiges du paléolithique inférieur.
Les études et les recherches effectuées récemment ont révélé que le Salento était déjà habité au cours du paléolithique moyen, il y a à peu près 80 000 ans. Dans les nombreuses grottes naturelles dues à la nature calcaire du terrain, des ustensiles en silex ont été retrouvés. Il s'agissait probablement d'hominidés appartenant à l'espèce de l'homme de Néandertal, alors que l'Homo sapiens n'est apparu que lors du Paléolithique supérieur, il y a 35 000 ans.
Une importante découverte archéologique concerne plusieurs statues en os retrouvées dans la grotte des Veneri près de Parabita, lesquelles démontrent l'existence, il y a 20 000 ans de culte concernant la fertilité ; celles de la grotte des Mura à Monopoli démontrent la présence d'habitants déjà au Moustérien (paléolithique moyen). La grotte Spognoli et la grotte Paglicci près de Rignano Garganico dans lesquelles ont été retrouvées diverses pièces datent du paléolithique moyen et supérieur. Probablement il s'agit d'hominidés de l'espèce de l'homme de Néandertal.
Un autre témoignage important des « premiers pugliese » est représenté par Delia, un hominidé femme ayant vécu il y a 25 000 ans et découverte à Ostuni dont l'importance réside dans le fait qu'elle conservait en elle, les restes d'un fœtus en phase terminale, devenant ainsi la plus ancienne mère de l'histoire.
Dans la région, les graffiti sont nombreux comme ceux de la grotte Romanelli, vers Castro, et de la grotte des Cervi, vers Porto Badisco. De récentes fouilles effectuées à Roca Vecchia ont en outre mis en évidence un important système de fortifications datant de l'âge du bronze (XVe et XIe siècles av. J.-C.). Dans la même zone, il existe un autre site archéologique important : la grotte de la Poesia, découverte en 1983 ; elle occupe un espace circulaire d'une superficie de 600 m2 et comprend de nombreuses inscriptions, parfois superposées, d'époques et de civilisations différentes, qui datent des VIIIe et IIe siècles av. J.-C.

D'autres importants témoignages ancestraux sont représentés par plusieurs constructions mégalithiques, surtout dans le Salento, comme les dolmens et les menhirs, qui au cours des siècles ont été destinés au culte chrétien.

## Avant les Romains

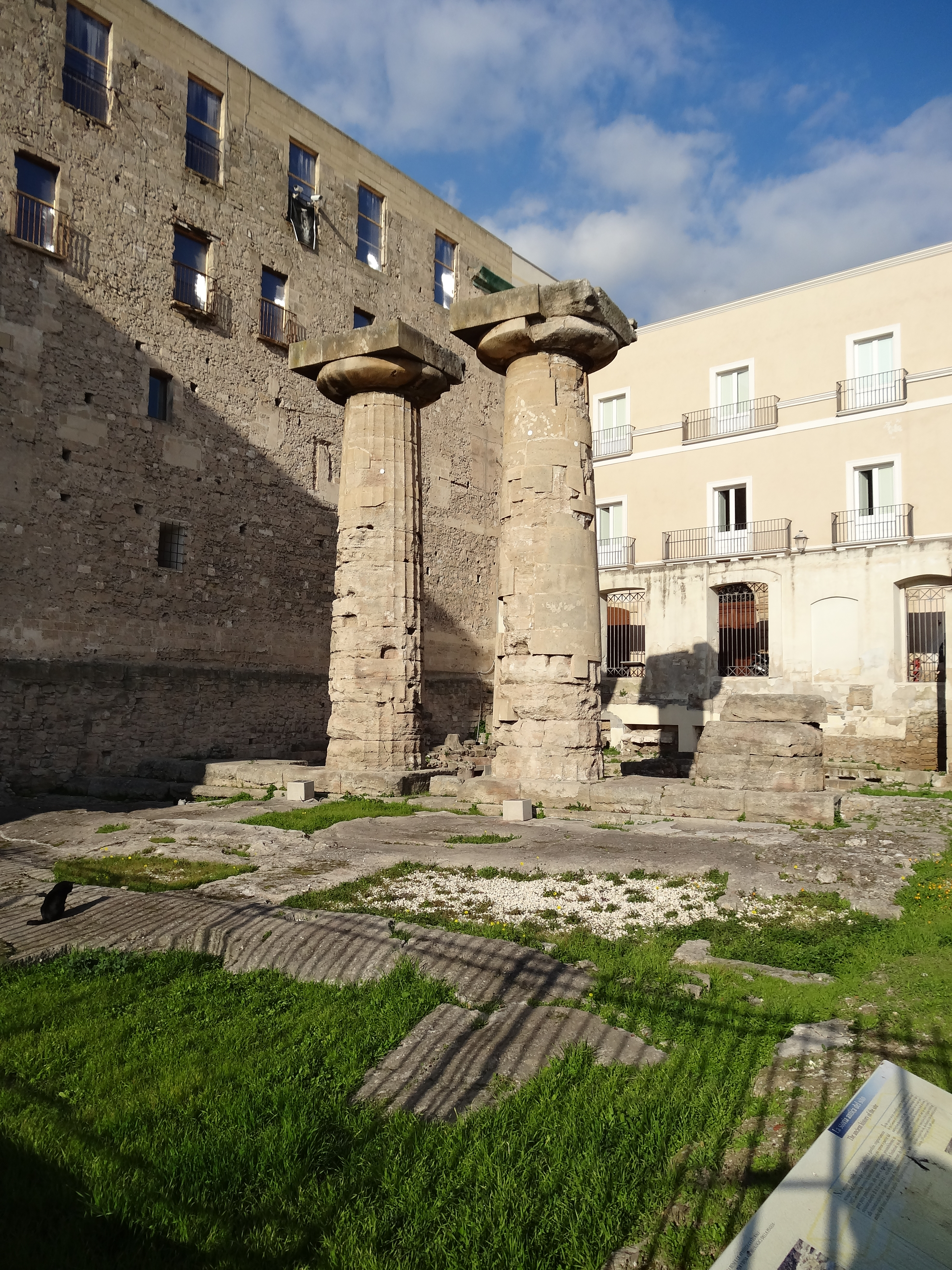
Les colonnes doriennes à Tarente

La Japigia (l'antique Pouilles), peuplée à l'origine aussi bien d'Illyriens que de Grecs, comprenait les territoires de la Daunia (les Pouilles septentrionales) Peucezia (les Pouilles centrales) et la Messapie (antique Salento).
Les Dauniens développèrent une riche culture particulière en maintenant une indépendance culturelle bien qu'en contact avec les autres populations voisines aussi bien grecques qu’indigènes. Parmi les pièces archéologiques les plus significatives de cette civilisation, on trouve les stèles dauniennes, blocs de pierre gravés datant du VIe siècle av. J.-C., trouvés dans la plaine de Siponto, près de Manfredonia, et aujourd'hui conservés dans le musée national de la ville. Ils représentent des visages masculins et féminins très stylisés et les stèles étaient plantées verticalement dans la terre à l'emplacement des sépultures de ceux qu'ils représentaient.
Les principaux centres dauniens étaient Tiati (près de San Paolo di Civitate), Casone (près de San Severo), Lucera, Merinum (Vieste), Monte Saraceno (près de Mattinata), Sipontum, Coppa Nevigata, Cupola, Salapia, Arpi (près de Foggia), Aecae (près de Troia), Vibinum (Bovino), Castelluccio dei Sauri, (Ordona), Ausculum (Ascoli Satriano), Ripalta (près de Cerignola), Canosa, Melfi, Lavello et Venosa.
Les Peuceti habitaient le territoire qui occupe la partie centrale de l'Apulia, correspondant plus ou moins à l'actuelle province de Bari. En cette période, l'actuel chef-lieu des Pouilles n'était pas une ville très importante à la différence des villes florissante de Canosa, Bitonto, Norba et Trani.
La péninsule salentine, appelé par les Grecs Messapia (« Terre entre deux mers »), était habitée par les Messapiens, population d'origine illyrienne ou égéo-anatolique. L'ensemble des villes principales, aujourd'hui nommé dodécapole messapique par assimilation avec la  dodécapole étrusque, étaient en réalité au moins treize : Alytia (Alezio), Ozan (Ugento), Brention/Brentesion (Brindisi), Hyretum/Veretum (Vereto), Hodrum/Idruntum (Otrante), Kaìlia (Ceglie Messapica), Manduria, Mesania (Mesagne), Neriton (Nardò), Orra (Oria), Cavallino (sans certitude sur le nom antique), Thuria Sallentina (Roca Vecchia) et aux limites septentrionales de la péninsule, l'importante ville de Egnazia.
Tarente, important port de la Grande-Grèce, dont la fondation dans cette zone date traditionnellement de 706 av. J.-C. à la suite du déplacement de plusieurs colonies spartiates par nécessité d'expansion ou pour des questions commerciales. Taras a eu d'importantes visées expansionnistes, et la rivalité a été durable entre les populations de Tarente et les Messapes, une rivalité narrée par Hérodote lorsqu'il raconte l'extermination des armées de Tarente et Reggio de Calabre en 473 av. J.-C. à la suite de l'alliance entre Messapes et Lucaniens.
Au Ve siècle Taras s'aligne sur la politique de  Sparte et elle vit une période florissante pendant la gouvernance de Archytas, qui signe l'apogée du développement et la reconnaissance d'une supériorité politique sur les autres colonies de l'Italie méridionale. C'est de cette époque que date l'occupation de l'île qui donne naissance à la future Gallipoli : les Tarentins en ont fait une escale commerciale. De 343 à 338 av. J.-C. les Tarentins combattirent les Messapes, combats marqués par la mort du roi sparte Archidamos III accouru les aider.

## La période romaine

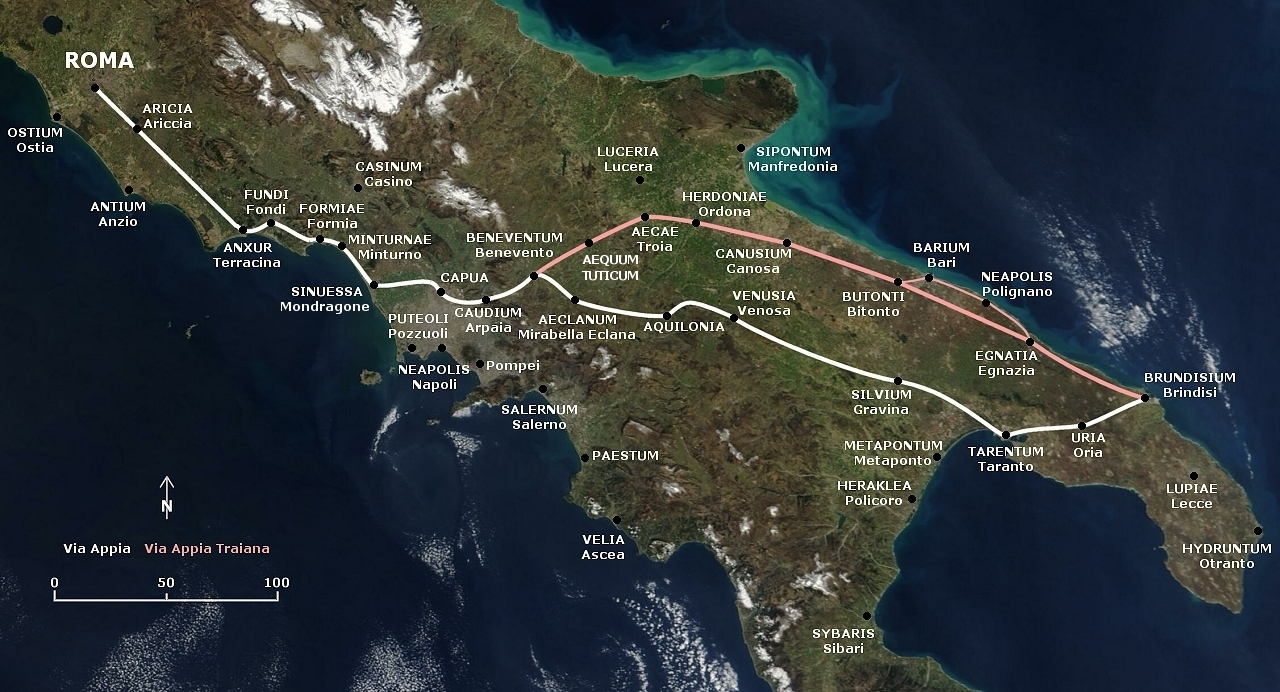
La Via Appia et la Via Appia Traiana

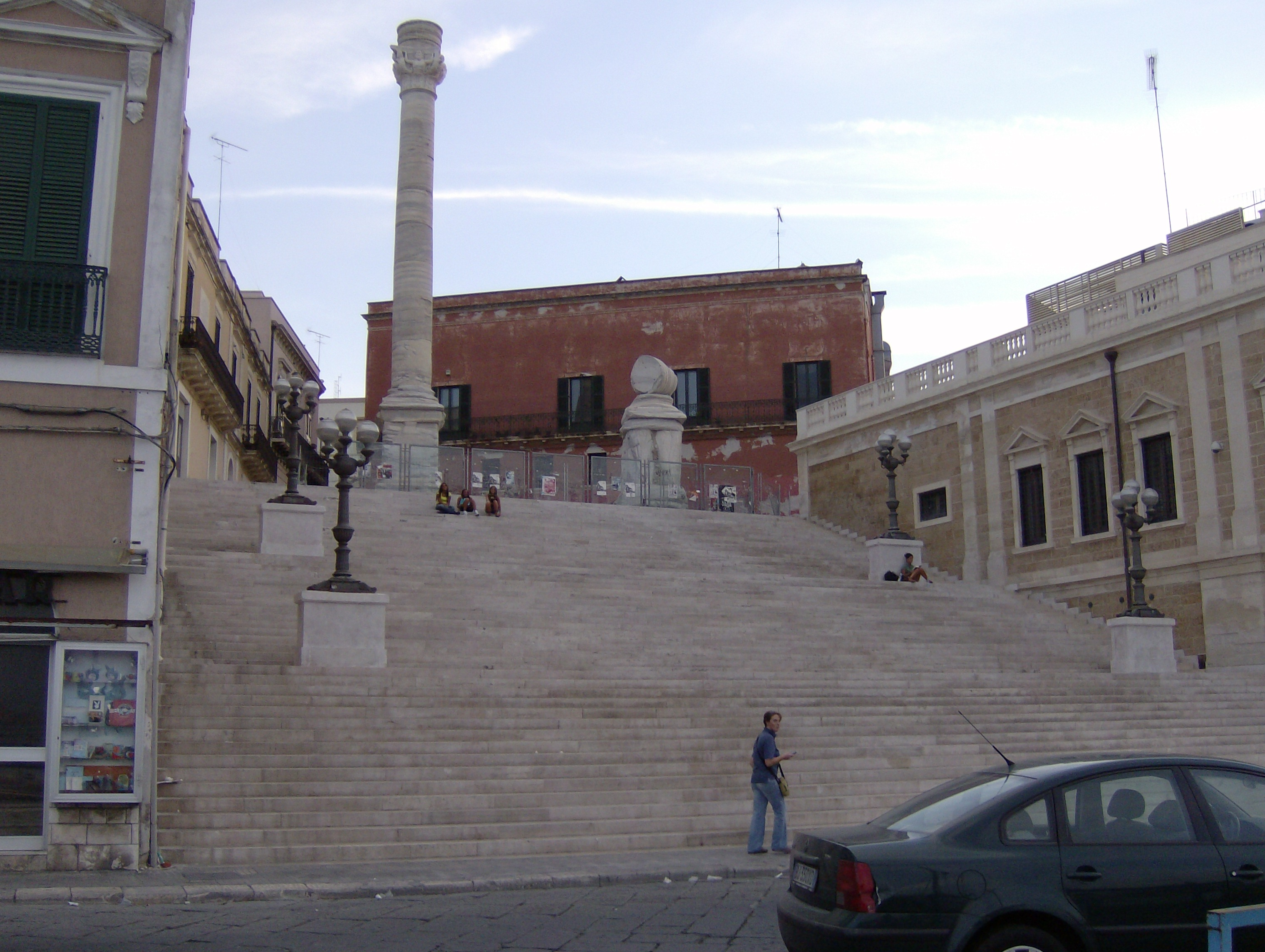
L’escalier qui marque la fin de la Via Appia à Brindisi

Les Romains conquirent la région au cours de la guerre contre les Samnites et contre Pyrrhus entre les IVe et IIIe siècles av. J.-C. La conquête par les Romains de toutes les villes de Pouilles se termina en 260 av. J.-C., ces derniers se rendirent compte rapidement de la position stratégique de la région qui, avec le port de Brindisi, représentait la voie pour la conquête des  Balkans et de la Grèce.
L'actuelle province de Foggia était occupée par des marais et en raison de son inaccessibilité, elle resta exclue des grandes voies de communication (via Appia, via Traiana et via Litoranea). Sipontum et Vieste, au contraire, en bénéficièrent en raison de leurs ports, importants avant-postes sur l'Adriatique vers la Grèce. Le reste du Gargano fut à peine effleuré par l'apport de la romanité.
Bari, une fois conquise, bénéficia de la qualification de « municipium cum suffragio », statut qui offrait la possibilité de légiférer et de créer ses propres institutions bien que dépendant de Rome. Le chef-lieu pouvait créer une monnaie et réaliser un panthéon dédiés à ses divinités païennes.
Au IIIe siècle av. J.-C., Tarente, orgueilleuse de ses origines grecques, chercha à freiner les visées expansionnistes de Rome sur l’Italie méridionale et elle constitua une alliance avec  Pyrrhus, roi de l'Épire et  parent éloigné d’Alexandre le Grand. Les combats entre Épiriens et Romains commencèrent en 280 av. J.-C., ils furent durs et très coûteux en vie humaine. Avec le retrait de Épiriens en raison de la défaite de Maleventum, les Tarentins firent appel à la flotte carthaginoise. Pour toute réponse, la ville fut confiée au consul romain Lucius Papirius Cursor, et ainsi Tarente tomba entre les mains des Romains en 272 av. J.-C.. Devenue garnison romaine, la ville a été citée ensuite par de nombreux auteurs classiques comme un lieu de divertissement de la jeunesse romaine.
Brindisi, vers 240 av. J.-C., fut élevée au rang de municipe et les Brindisini reçurent la citoyenneté romaine. La ville de l'Adriatique devint un port doté d'un trafic très important. Principale escale pour l'Orient, beaucoup de Romains illustres  transitèrent par Brindisi pour la Grèce. Cicéron écrivit « Epistulae - Ad Familiares » et Marcus Pacuvius réalisa plusieurs tragédies; Virgile mourut à Brindisi alors qu'il rentrait d'un voyage en Grèce.
Avec la conquête romaine, qui eut lieu entre  269 av. J.-C. et 267 av. J.-C., Lecce latinise son nom en Lupiae, en passant de statio militum (comptoir militaire) à municipe. La ville connait une période de magnificence sous la direction de l'empereur Marc Aurèle. Le centre urbain se déplace d'à peu près 3 km au  nord-est et prend le nom de  Licea ou Litium. La nouvelle ville prend de l'importance lors de la période hadrienne et s'enrichit d'un théâtre et d'un amphithéâtre, elle se relie à Porto Adriano (aujourd'hui San Cataldo).
Les Pouilles se latinisèrent et donnèrent naissance à des écrivains importants tels que Livius Andronicus, Ennius et Pacuvius.
La domination romaine favorisa la réalisation d'importantes infrastructures et œuvres publiques. La via Appia fut construite, qui en passant  par Tarente et Oria, se termine face au port de Brindisi; la fin de la Regina Viarum est marquée encore aujourd'hui par deux colonnes imposantes. La via Traiana part aussi de Brindisi, passe par Egnatia (cité qui marquait la frontière du territoire messapique et le début de celui du peuple Peucetii), Bitonto, Ruvo et Canosa, pour rejoindre la via Appia à proximité de Benevento.
Afin de démontrer les différences encore présentes ente les Pouilles du nord et celles du sud, les Romains distinguèrent dans la « région II Apulia et Calabre », l'Apulia et la Calabre (l'actuelle Salento), c'est-à-dire deux réalités contiguës et semblables mais avec des différences politico-culturelles. L'Apulia était la zone habitée par la population des Peucetii et des Daunii, alors que la Calabre est la zone constituée de la Messapie et de Tarente.

## Moyen Âge

L'Empire byzantin sous Basile II en 1025

Avec la chute de l'Empire romain d'Occident (476), Tarente s'achemina après tant de splendeur vers une longue et inexorable période de décadence à cause aussi du développement progressif du port concurrent de Brindisi.
La population assista encore à l'alternance des Ostrogoths, des Byzantins et des Lombards: 
Bélisaire l'occupa et la repeupla mais, le roi ostrogoth Totila la reconquit, mettant en place une forte garnison.
Le général byzantin Narsès, successeur de Belisaire, battit  Totila et la rendit de nouveau byzantine puis, à la fin du VIe siècle, les Lombards de Bénévent la conquirent.
Le Salento fut particulièrement touché pendant la guerre byzanto-goth (535-553), voulue par l'empereur d'Orient Justinien afin de reconquérir les terres occidentales qui pour un temps ont appartenu à Rome et, là encore, la domination byzantine s'affirma rapidement.
Au printemps 663 le Basileus Constant II accosta à Tarente avec sa flotte et arracha aux Lombards, la ville ainsi que les Murge, le Salento et le Gargano. Après son retour à  Constantinople, les Lombards reprirent la lutte, d'abord avec le duc Grimoald, puis avec son fils Romuald, qui en 686 reconquit Tarente et Brindisi.
Sans que l'on connaisse quand et comment, les Lombards conquirent Les Pouilles et le Bruttium septentrionale avec des incursions  plus au sud comme le laisse entendre la correspondance du pape Grégoire Ier.
Brindisi fut détruite en 674 par les Lombards de Bénévent emmenés par Romuald et au IXe siècle elle fut le siège, sur le site de Torre Guaceto, d'un camp retranché Sarrasin. Les Byzantins la reprirent et elle resta en leur possession jusqu'à la conquête normande de 1070.
Dans la première moitié du VIIe siècle, les Lombards arrivèrent un peu plus au sud de l'Aufide. Leur avancée suivante jusqu'au seuil messapique se serait produit sous Romuald.
La péninsule  salentine devint une terre de frontière entre Lombards et Byzantins. Ces derniers, autour du VIIe siècle fondèrent le duché de Calabre, rattachant la région du Bruttium (l'actuelle Calabre) aux terres qu'ils possédaient déjà dans le Salento. C'est en cette occasion que le nom de Calabre finit par désigner l'actuelle région calabraise, pendant que le Salento fut progressivement conquis par les Lombards qui ont fini par occuper aussi la capitale du duché, Otrante.

En 757, lors de la période où Lombards et Byzantins signèrent la paix et se partagèrent le territoire, la ville fut restituée à l'Empire ainsi que la partie méridionale du Salento, mais désormais la migration vers le nom Calabre était réalisée.
Vers l'année 700 les incursions des Berbères débutèrent, et ont duré jusqu'à l'an 1000. Le début du IXe siècle est caractérisé aussi par des luttes internes qui affaiblirent le pouvoir lombard.
Bari, conquise en 870 par les Byzantins, devint le plus grand centre politique, militaire et commercial de l'empire byzantin en Italie. Au même moment, les musulmans réussirent à prendre le contrôle de Tarente établissant un émirat qui resta en place pendant 40 ans. En 871 et par la suite en 875, Tarente reçut les troupes musulmanes destinées à la mise à sac de la Campanie et des Pouilles.
En 880 l'empereur Basile Ier, décidé à reconquérir les terres des Pouilles, envoya deux armées commandées par les généraux Procope et Léon Apostyppès et une flotte commandée par l'amiral Nasar afin de bloquer les voies maritimes, les musulmans commandés par Othman furent battus et Tarente  libérée. Parmi les premiers actes du gouvernement byzantin du général Apostyppes, les habitants latino-lombards convertis à l'islam furent réduits en esclavage alors que des colons byzantins vinrent repeupler la cité. En 922 la ville continua à subir les incursions sarrasines : le 15 août 927, les Musulmans, emmené par Sabir, la détruisirent, massacrant les habitants ou les déportant en  Afrique. Peu d'entre aux échappèrent à la mort en voulant chercher refuge dans les Murge.
En 967, quarante ans après, l'Empereur byzantin Nicéphore II Phocas, considéré comme le second fondateur de Tarente, céda aux pressions réitérées des survivants et décida de reconstruire Tarente donnant naissance ainsi à l'actuel Borgo Antico. Les pêcheurs qui avaient émigré commencèrent à revenir et à repeupler le golfe de Tarente.
L'empire byzantin favorisa l'immigration en particulier dans le sud de  Salento, pour repeupler une zone considérée stratégique. Les traces de cette migration sont encore visibles dans l'îlot linguistique de la Grèce salentine où est parlé une langue directement apparentée au grec.
En 975 le catépanat byzantin Zaccaria battit, près de Bitonto, les Sarrasins et tua son chef, Ismaël.
En 1010 la révolte organisée par Melo de Bari éclata. Y  participèrent les villes de Bari, Bitonto, Bitetto.
Bari à partir de l'an 1000 subit les assauts des Sarrasins, le plus important étant celui de 1002, un long siège où Bari ne fut libérée que grâce à l'intervention de la flotte vénitienne commandée par le doge Pietro II Orseolo.
La domination byzantine cessa en 1071, année où  Robert Guiscard occupa Bari marquant le début de la domination normande. Conquise par les Normands de Robert, Tarente devint en  1088 la capitale d'un des plus vastes et puissants domaines féodaux du royaume de Sicile : la principauté de Tarente.
Toujours au cours de la conquête normande, le comté de Lecce fut créé vers 1055 qui donna plus tard naissance au roi normand Tancrède de Lecce.

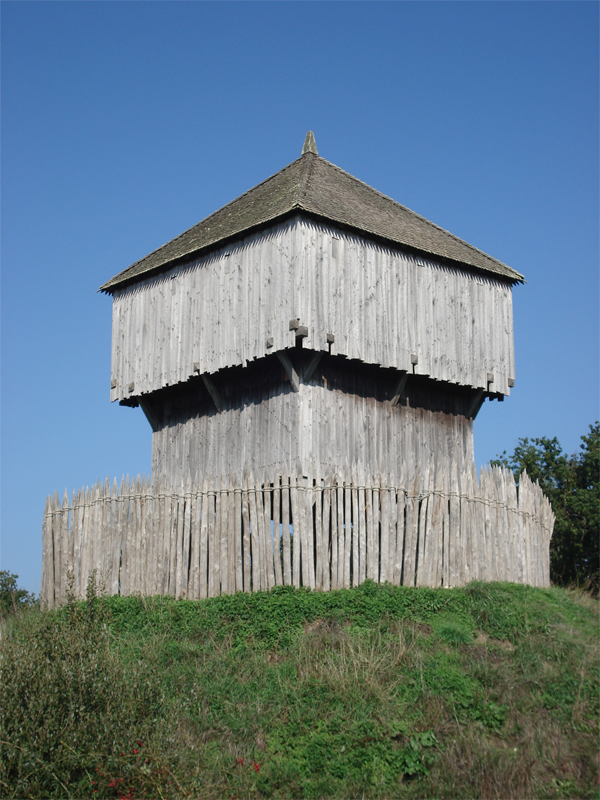
Reconstitution d'une motte normande du XIe siècle

Les Normands réalisèrent de nombreuses réformes politiques, organisant un état féodal efficace et ils réalisèrent  la fortification du territoire par la construction de mottes. Dans le territoire de Nardò il existe encore les vestiges de la motte dite de Specchia Torricella.
Dans le Capitanate, à proximité de Lucera surgirent de nouveaux centres urbains comme San Severo et Foggia, nés après l'an 1000 à la suite de la conquête normande. Foggia connut une première phase de prospérité après l'aménagement des zones marécageuses (entre les XIe et XIIe siècles) et bénéficia d'un important soutien économique de la part de Robert Guiscard et de Guillaume II de Sicile.
Le 9 mai 1087, les reliques de saint Nicolas, évêque de Myre arrivèrent à Bari amenés par des marins baresi. Le pape Urbain II, en 1089, rejoignit la cité pour consacrer la crypte de la  basilique et pour déposer les reliques du saint, et l'afflux des pèlerins débuta. La même année, la construction de la basilique de Saint Nicolas débuta, la fin de travaux n'intervenant qu'en 1197.
La domination normande sur Bari fut suivie de rébellions et de luttes qui atteignirent leur apogée en 1156 lorsque Guillaume Ier mena l'assaut et rasa la ville épargnant seulement la basilique Saint-Nicolas.
Avec l'extinction de la famille normande régnante et l'avènement de la dynastie Hohenstaufen, les Pouilles connurent une importante modification de ses fortifications dont castel del Monte constitue un exemple. Bari fut reconstruite et connut sous l'autorité de  Frédéric II une des périodes les plus prospères de son histoire. L'avènement de Frédéric II fut fondamental aussi pour le développement de Foggia, choisie par le souverain comme inclita sede imperiale, et de Lucera, château fort défensif qui hébergea une importante communauté sarrasine.
Dès les premières croisades, les Pouilles et en particulier le port de Brindisi, devinrent le port principal pour l'embarquement vers l'Orient pour les nombreux chevaliers et pèlerins se rendant en Terre sainte.

## Des Hohenstaufen à l'unité italienne

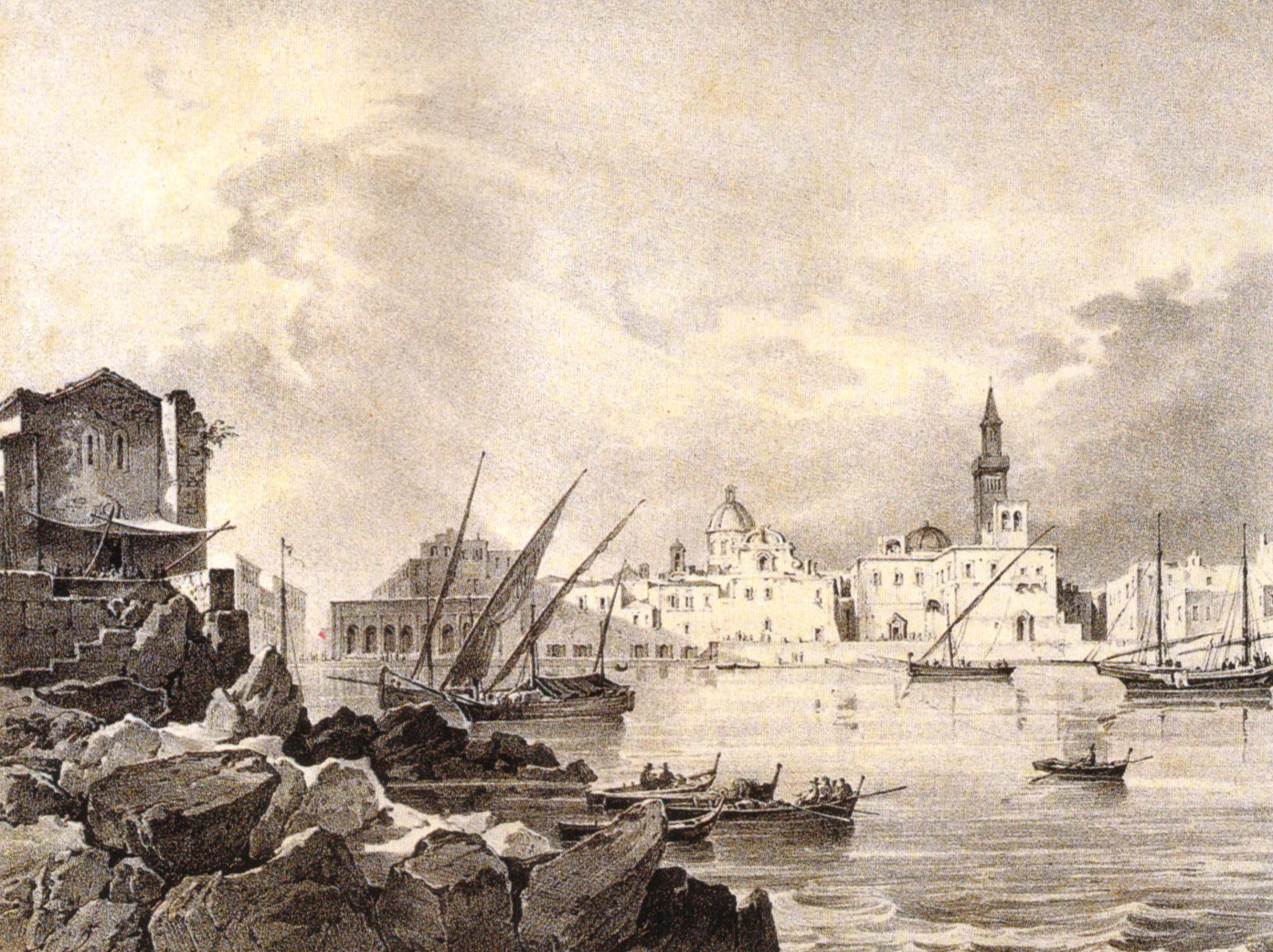
Image du port de Bari au XIXe siècle.

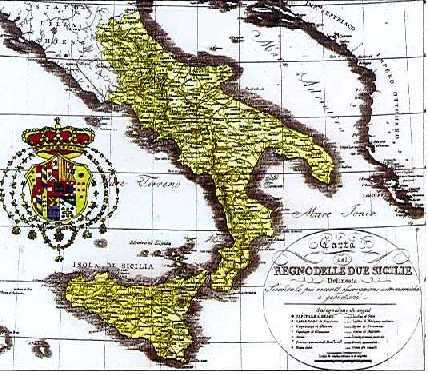
Carte du XIXe siècle du royaume des Deux-Siciles

Pendant la domination de la dynastie germanique des Hohenstaufen, le Puer Apuliae Frédéric II, qui meurt à  Fiorentino di Puglia en 1250, nomma, prince de Tarente, son fils Manfred Ier de Sicile. En 1266 Manfred fut battu au cours de la bataille de Bénévent par Charles Ier de Sicile, et la ville fut confiée au prince Philippe Ier de Tarente.
Vers 1380, Raimondo Orsini Del Balzo revint d'Orient et occupa plusieurs terres appartenant à son père Nicola Orsini. S'alliant avec Louis Ier de Naples, il réussit à obtenir les biens qui lui revenaient par héritage et toujours sur le conseil de l'Angevin, il épousa, en 1384, la comtesse de Lecce Marie d'Enghien. Avec ce mariage, il devint un des plus puissants seigneurs du Mezzogiorno. En 1399, les Angevins furent définitivement battus. Après la mort de  Raimondello en 1406, son fils Giovanni Antonio Orsini del Balzo devint Prince de Tarente en 1414. En 1465 la principauté de Tarente fut annexée au royaume de Naples, entrant ainsi dans le royaume aragonais.
L’événement principal de l’histoire des Pouilles septentrionales, dont le siège fut fixé par les Angevins à San Severo, est lié à la transhumance. Pour mieux la contrôler et en tirer des avantages, en 1447, les Aragonais exploitèrent la position géographique de Foggia en imposant, par la dogana delle pecore créée d’abord à Lucera puis transférée à Foggia, le paiement d’une taxe à tous les pasteurs pour emmener leurs troupeaux dans la plaine des Pouilles (Tavoliere). San Severo et Lucera, les villes les plus peuplées de la province, s’imposèrent, de la fin du Moyen Âge à l’ère moderne (la première jusqu’en 1579, la seconde de 1579 à 1806), comme les centres du pouvoir institutionnel, de l’économie et de la culture en Capitanate. C’est au cours de la période napoléonienne, avec la réorganisation de l’administration du Royaume que Foggia, bien que n’étant pas le centre principal du territoire, hérita du rôle politique majeur dont la progression démographique et sociale en fit la ville la plus peuplée du Mezzogiorno.
À partir du XVe siècle les activités commerciales prirent de l’importance, les Pouilles hébergeant d’influentes communautés de marchands Vénitiens, Génois, Ragusani, etc.
 
En 1480, pendant la domination Aragonaise, Otrante fut assiégée et envahie par les Turcs commandés par Gedik Ahmed Pacha, siège qui se termina par le massacre de 800 personnes qui avaient refusé leur conversion à l’Islam. C’est l’épisode le plus sanglant de la longue série des assauts turcs et corsaires, particulièrement nombreux XVIe siècle. Au cours de la même période, de nombreuses structures religieuses apparurent. Une florissante activité artistique se déroula du XVIe au XVIIIe siècle qui fit de Lecce un des premiers centres baroque, c’est la période où les évêques firent de Lecce une ville royale sur le modèle de la Rome des Papes.
Au début du XVIe siècle, la situation économique de Tarente s’aggrava inexorablement, la ville n'étant plus une base militaire importante et l’activité de la pêche stagnante ainsi que l’activité agricole aux mains de la noblesse et du clergé. Tout ceci conduisit à une grave crise économique qui culmina avec l’insurrection populaire de 1647. En raison de l’enrôlement des jeunes hommes de 18 ans exigé par le roi Philippe IV d'Espagne, une révolte populaire, emmené par Giandonato Altamura éclata, qui ne s'apaisa que grâce à l’intervention du duc Francesco II Caracciolo de Martina Franca.
À partir de la seconde moitié du siècle, l’Espagne s’intéressant principalement à ses colonies américaines d’où provenaient or et argent, celles de Méditerranée furent alors laissées de côté.
Une forte épidémie de peste s’abattit sur le royaume de Naples en 1656. Malgré la situation économique difficile, le XVIIe siècle vit le développement effréné de l'art baroque, notamment à Lecce, et de très nombreux édifices, églises comme palais, furent construits ou reconstruits dans toutes les villes à partir du style propre à l'aire de Lecce, très décoratif et foisonnant de détails ornementaux. La cathédrale de Lecce et, surtout, la basilique Santa Croce, reconstruites à cette époque, en sont les exemples les plus célèbres.
En 1734, les Pouilles, à l’issue de la bataille de Bitonto passèrent, ainsi que le reste du royaume de Naples, des Habsbourg aux Bourbon. Le XVIIIe siècle connut une période de croissance économique grâce à la construction de nouvelles routes et le développement des ports, mais la relance de l’économie intervint principalement pendant la période napoléonienne (1806-1815) en raison d’importants changements, comme l’abolition de la féodalité, la réorganisation des latifundia et une meilleure distribution des terres publiques.
À la fin du XVIIIe siècle, les Pouilles participèrent activement à la révolution napolitaine et à l'établissement de l'éphémère République parthénopéenne, en 1799. Certaines villes, comme Andria et Trani, restèrent cependant fidèles aux Bourbons et furent assiégés par les forces françaises du général Broussier et celles républicaines d'Ettore Carafa, lui-même duc d'Andria mais acquis aux idéaux de la Révolution. Après l’occupation militaire du cardinal Ruffo, chef des armées royalistes qui rétablirent le roi sur son trône après le départ des Français, les réformes françaises initiée lors de la seconde conquête du royaume de Naples en 1806 ont amélioré les conditions de vie dans les Pouilles. Joachim Murat, nommé roi de Naples par Napoléon, fut notamment à l'origine de la restructuration urbaine de Bari et du plan en damier des rues de la ville. Il visita également Lecce.
Avec la restauration et le retour des Bourbons en 1815, lesquels décidant que le Tavoliere doit redevenir inculte, le phénomène de brigandage s'installa et les Pouilles aussi se trouvèrent impliquées dans les idées du Risorgimento ce qui se traduisit par la constitution de nombreuses sociétés secrètes comme le Carbonarisme. Lorsqu’en 1860 le roi François II des Deux-Siciles tomba sous les assauts garibaldiens, les Pouilles furent annexées au royaume d’Italie.

## LeXXesiècle

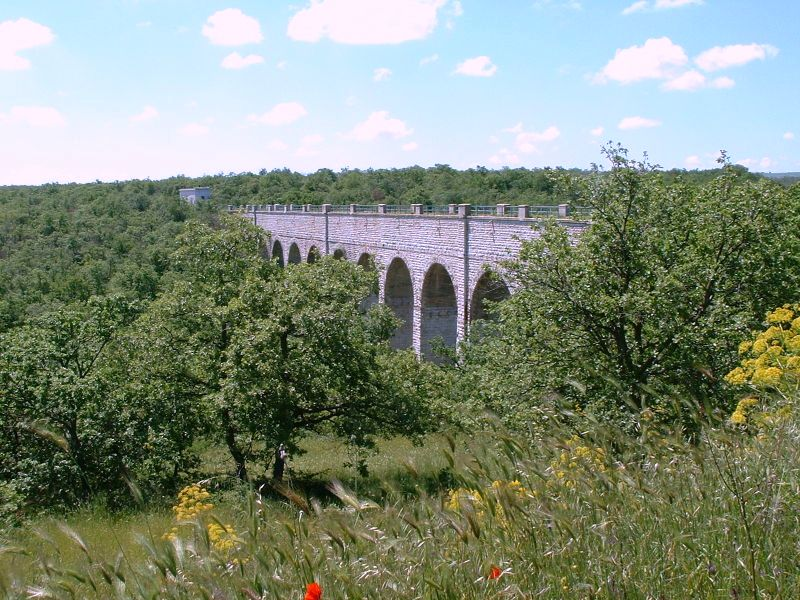
Un tronçon de l'aqueduc qui alimente les Pouilles.

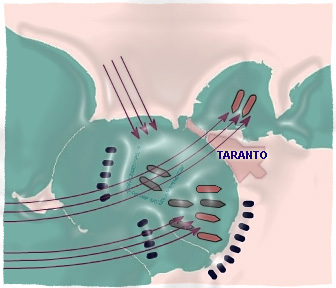
Image qui retrace la bataille de Tarente.

Avec le gouvernement de Giovanni Giolitti le plus grand  aqueduc d'Europe fut réalisé, ce qui permit aux Pouilles de remédier au problème de la pénurie en eau. Les travaux débutèrent en 1906, après que plusieurs députés des Pouilles eurent obtenu la création d'un comité d'étude pour obtenir le financement et l'attribution de concessions après un appel d'offres international. La réalisation de l'opération fut possible grâce à d'importants moyens financiers (125 millions de lires de l'époque) et de matériels. Alors que le projet est critiqué, l'aqueduc fut inauguré en 1914 et  complété, plus tard, en 1939.
Pendant la Grande Guerre, Brindisi contribua de manière significative à l'évolution des évènements militaires en raison de la dimension et de la sûreté qu'offrait son port. Les industries mécaniques présentes sur le territoire et l'Arsenal militaire maritime de Tarente travaillèrent à un rythme effréné.
Avec l'avènement du fascisme, deux nouvelles provinces furent créées, la province de Tarente par le décret du 2 septembre 1923 n.1911 et celle de Brindisi par la loi du 22 décembre 1927.
Au cours de la Seconde Guerre mondiale, le port de Tarente fut le théâtre de la bataille de Tarente. Après la destitution de  Mussolini et l'armistice de Cassibile, Victor-Emmanuel III et le gouvernement de Pietro Badoglio s'installèrent à Brindisi, qui devint la capitale éphémère du royaume d'Italie à partir du 10 septembre 1943 jusqu'au 11 février 1944, date à partir de laquelle la capitale provisoire fut transférée à Salerne.
Les dramatiques conditions économiques de la fin de la guerre provoquèrent une reprise de la lutte du mouvement paysan ainsi qu'une importante émigration aussi bien vers les villes industrielles du nord de l'Italie qu'à l'étranger.
Au début des années 1960, la région s'est dotée d'importants établissements industriels. À Bari, à Brindisi, une grande industrie pétrochimique fut créée qui vient s'ajouter aux entreprises mécaniques et aéronavales, créant ainsi des emplois pour les techniciens et les ouvriers originaires de la province ou des régions limitrophes. À Tarente en 1965 le « IVe Centre Sidérurgique Italsider » fut inauguré, il s'agissait alors d'un des plus importants complexes industriels de transformation de l'acier en Europe.
Le 31 octobre 2002 et le 1er novembre 2002 deux tremblements de terre de degré 8 sur l'échelle de Mercalli ont secoué les monts de la Daunia, au nord de la région, et les monts Frentani voisins qui se trouvent dans la Molise, provoquant d'importants dégâts et 28 victimes. Les communes des Pouilles les plus touchées ont été  Carlantino et Casalnuovo Monterotaro.
Actuellement les Pouilles conservent un rôle important dans l'agriculture italienne, notamment avec la plaine des Pouilles. L'approche commerciale et industrielle est importante surtout dans la zone de Bari, Tarente et Brindisi qui connaît un processus de développement dans le secteur tertiaire. L'économie semble miser aussi sur  les particularités de son territoire dans le cadre touristique, grâce au nouvel intérêt que suscitent les caractéristiques culturelles et gastronomiques associées aux beautés de ses paysages et de ses stations balnéaires.

## Note
1. ↑  Mémoires de la Société Archéologique du Midi de la France, article et représentations de stèles
2. ↑  Comme l'indique l'historien Eusèbe de Césarée

## Sources
- (it) Cet article est partiellement ou en totalité issu de l’article de Wikipédia en italien intitulé « storia della Puglia » (voir la liste des auteurs).